# بورتاج
 بورتاج  (بالإنجليزية: Portage) هو نظام إدارة الحزم المستخدم في توزيعة جنتو لينكس, الذي يعتمد على مفهوم المنقولات.

## نظرة عامة
بورتاج مشابه لنظام إدارة الحزم في تلك الموجودة في أنظمة البي اس دي, والمعروف باسم المنقولات. بورتاج هو مكتوب في لغة البرمجة بايثون،